# Stylops medionitans
Stylops medionitans är en insektsart som beskrevs av Pierce 1918. Stylops medionitans ingår i släktet Stylops och familjen stekelvridvingar. Inga underarter finns listade i Catalogue of Life.